# 横銭重吉
横銭 重吉（よこぜに じゅうきち、1914年〈大正3年〉3月4日 - 1978年〈昭和53年〉6月22日）は、日本の政治家。日本社会党所属の衆議院議員（1期）。

## 経歴
千葉県東葛飾郡福田村（現在の野田市）出身。福田高等小学校卒業後野田醤油に入り、その傍ら野田商業補習学校に通い、卒業した。戦後、野田醤油に労働組合が結成され、これに加入し、書記長、副委員長、執行委員長になる。千葉県議、千葉県労働金庫理事長も務めた。1955年の第27回衆議院議員総選挙において千葉1区から日本社会党左派公認で立候補して当選した。衆議院議員は1期務め、1958年の第28回衆議院議員総選挙で落選した。1978年死去。没後、従五位勲四等旭日小綬章が贈られた。
このほか総同盟千葉県連会長、千葉県労組連合協議会副議長などを務めた。